# MTV Schweiz
MTV Schweiz war die schweizerische Version des Fernsehsenders MTV.

## Geschichte
Am 1. April 2008 startete die schweizerische Version des Fernsehsenders MTV.
Am 5. Oktober 2010 gab MTV bekannt, dass MTV Germany und MTV Austria nur noch als kostenpflichtige Abosender zu empfangen sein werden. Eine Ausnahme bildet die Schweiz, in der das deutschsprachige MTV Schweiz weiterhin frei empfangbar ist.
Am 1. Juli 2011 übernahm man auch in der Schweiz das neue Senderlogo aus den USA.
Am 1. Januar 2022 wurde MTV Schweiz eingestellt. In der Schweiz ist nun der deutsche Ableger zu sehen.

## Senderlogos

MTV-Senderlogo bis 30. Juni 2011
MTV-Senderlogo von 1. Juli 2011 bis 2021
MTV HD-Senderlogo bis 30. September 2013
MTV HD-Senderlogo seit 1. Oktober 2013
MTV-Senderlogo von 2021 bis 2022

## Programm
Das Programm von MTV Schweiz bestand hauptsächlich aus Reality-Sendungen. Musikvideos wurden nur noch von ca. 3 bis 12 Uhr, also nur noch 9 Stunden am Tag, ausgestrahlt. Anfang Oktober 2015 testete MTV Schweiz ein Konzept, die Musiksendungen bereits um 9 Uhr zu beenden und mit den Reality-Sendungen zu beginnen. Dieses Konzept wurde jedoch nach kurzer Zeit wieder verworfen. MTV Germany, das als eigenständiges Programm am 1. Oktober 2015 eingestellt wurde und seitdem das Programm von MTV Schweiz, allerdings mit deutschen Werbefenstern, übernahm, sendete von ca. 2 Uhr bis 14:30 Uhr, also rund 12,5 Stunden am Tag, Musikvideos.

## Empfang
MTV Schweiz wurde via Kabel (DVB-C) über UPC Schweiz digital ausgestrahlt. Außerdem wurde MTV Schweiz via IPTV über Sunrise TV, Swisscom TV und Zattoo TV ausgestrahlt. Über Satellit (DVB-S) war kein Empfang möglich.